# マット・ギャリソン
マット・ギャリソン（Matt Garrison、1973年7月5日 - ）は、アメリカ合衆国ミネソタ州アレクサンドリア出身のプロバスケットボール選手である。ポジションはフォワード。背番号は18。203cm、104kg。
　今尚、現役を過ごしたアルビレックスBBと高松ファイブアローズのブースターの中で慕われている。

## 来歴
ミネソタ州とモンタナ州で育った彼は、モンタナの高校時代にMontana’s
Mr. Basketballなど数々の栄誉を得た。その後奨学金を得て、モンタナ州立大学へと進んだが、膝の怪我とリハビリのために、バイオラ大学に転校。そこチーム・キャプテンとして活躍した後、IBLのBillings Rim RockersやSan Diego Stingraysでプレイ。
1999-2000シーズン途中にオーストラリア・NBLのWollongong Hawksに在籍した後、Caims Taipans、Adelaide Thirty Sixersを経て、2002-03シーズンはWollongong Hawksに復帰した。
2003年にはNBAチームロサンゼルス・クリッパーズのトレーニングキャンプのロースター入りを果たしたが、9月27日に解雇され、その後はレバノンのSporting Al Ryadi Beirutでプレイした。
2004年に来日し新潟アルビレックスBBに入団、後に大阪エヴェッサへ移籍するリン・ワシントンともプレイ。2005-6年のbjリーグ準優勝に貢献。
2007-8年シーズンは外国人選手のまとめ役として、自身もスリーポイントだけではなく。ポストプレーを含む多彩なプレーで得点に貢献している。
2008-09年シーズンは、高松ファイブアローズに所属し、チーム記録となる11連勝に貢献して2月の月間MVPを受賞。
2010年は母国であるアメリカ合衆国に帰国してJserra Catholic High Schoolでのコーチをしている。
2011年7月新潟アルビレックスBBの2代目ヘッドコーチに就任。2012-13シーズン、チームを初のレギュラーシーズンイースタンカンファレンス首位に導き、最優秀コーチ賞を受賞。
2013年オフ退任。

## 人物
笑顔や茶目っ気はアルビレックスBBのブースターの中でもとくに愛された。“困った時のマット大明神様”という言葉も聞かれた。